# Synagoge (Halič)

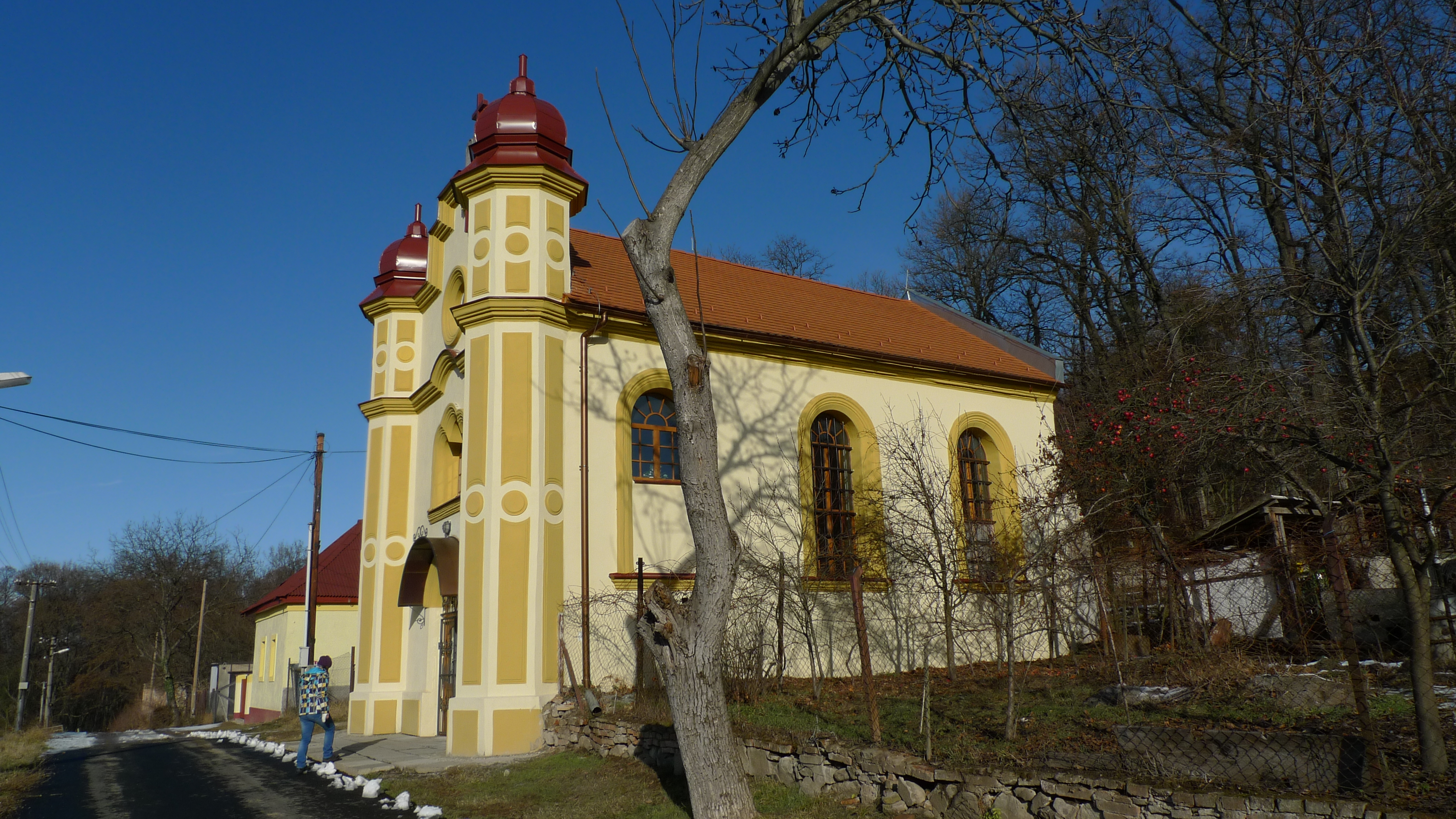
Synagoge in Halič

Die Synagoge in Halič, einer slowakischen Gemeinde im Bezirk Lučenec, wurde in der zweiten Hälfte des 19. Jahrhunderts errichtet. Die profanierte Synagoge in der Zámocká-Straße 3 ist ein geschütztes Kulturdenkmal. Das Synagogengebäude wurde zu einer lutherischen Kirche umfunktioniert.